# Skånes Flygklubb
Skånes Flygklubb är en flygklubb grundad 2015 av piloten Lennart Arvidsson. Klubben upphörde med sin verksamhet 2018.